# 佐藤隆 (シンガーソングライター)
佐藤 隆（さとう たかし、1951年3月11日 - ）は、日本のシンガーソングライター・作曲家。

## 来歴
- 中央大学経済学部出身。
- 高校時代のビートルズのコピーバンドをきっかけに音楽活動を開始。
- 1980年『北京で朝食を』（コロムビア）でデビュー。
- 1984年レーベルを移籍（東芝EMI）、髙橋真梨子に楽曲提供した「桃色吐息」が総売り上げ33.7万枚と大ヒットし、日本作曲大賞を受賞。
- また同年、自身の最大のヒットとなる『マイ・クラシック』（大丸イメージソング）がオリコン週間チャート24位、総売り上げ14.6万枚を記録。
- 1985年 アルバム「ピアノとヴァイオリンのための巴里物語」（インストルメンタル・アルバム）のオーバーダビングの為にパリに行き、その際ニースの別荘に滞在中のフランシス・レイを訪問する。話が弾み日本のYAMAHAがレイの為に特別に作ったアコーディオン・シンセサイザーで「白い恋人達」を眼の前で演奏してもらい、レコードと同じ演奏と音色に驚く。お礼に佐藤が自作曲の「巴里物語」をA.Guitarで演奏したところ、レイから「僕の作る曲に雰囲気が似ているね」との言葉をもらう。
- 1988年 アルバム「甘い生活」のミキシングでロンドンに行く。エンジニアのNigel Walkerの紹介でアビー・ロード・スタジオを見学する事ができた。もちろん有名な第2スタジオも。後日同じくNigel Walkerにロンドン市内のAir Studioに連れて行ってもらう。そこでジョージ・マーティンに会わせてもらい、作業中だったジョン・レノンのソロ活動以降初めての映画「Imagine」のサウンドトラックの現場に入れてもらえる。さらにマーティンはその日進めていた「ジョンとヨーコのバラード」の8トラックの音を1トラックずつ個別に聴かせてくれる。レノンの歌声だけを聴いた時には衝撃を受ける。帰り道、何をしてどのように帰ったのかもわからないくらい夢のような出来事であった。なおNigel Wakerはマーティンのアシスタントエンジニアをしていた時期があり「Beatles in Hollywood Bowl」のミキシングに参加している。
- 現在は個人レーベルである「ジェルソミーナ・レコーズ」所属。個人レーベル所属以降は、一人で大半の楽器を演奏しマルチトラック録音を行うスタイルで楽曲を発表しており、2021年発表のアルバム「Mona Lisa」では、佐藤独りで全ての楽器演奏・録音・ミキシング・マスタリングを行っている。
- 自身での歌手活動の他に沢田研二、堺正章、ジュディ・オング、谷村新司、石川ひとみ、中森明菜、吉川晃司、桑島法子などへの楽曲提供、映画「波光きらめく果て」の音楽監督などを手がけている。
- 2001年 井上堯之の「還暦を祝う会」にて篠原信彦より大口広司を紹介され、二人でTwo brain Two hearts 名義のユニットを組み、シングル「みんな元気かい / Na=Ze」をリリース。その後「六本木 Morph」にて毎月一回ライブを半年間続ける。
- 前妻は元女優の仁和令子であった（2018年に死別）。
- 2015年7月、8月「佐藤隆 Live / Hikigatari」を行う。A.GuitarまたはPianoを弾きながらの一人ライブで3時間にわたり30数曲を歌う。
- 2020年より 佐藤隆 / Takashi Sato / Official Web Site / Part II  内の Takashi Sato's Web Shop (https://www.takashisato.com) にて「8 beat dream (world version) 」以降のCDを販売中。
- 2021年5月29日、30数年振りの単独ライブ「佐藤隆 コンサート 2021」開催。佐藤隆(Vo, A.Guitar)、 重久義明(Piano) 。
- 2022年2月・4月にワンマンライブを行う。夏に「青の時代コンサート」「日々の泡コンサート」のBlu-ray盤をリリース。
- 2023年1月・4月にコロムビア時代の4枚のアルバムのリマスター盤をリリース。
- 2024年2月21日に、Blu-ray「Music Video Letter」リリース。

## ディスコグラフィ

### シングル
| 発売日                                     | 規格           | 規格品番       | 面             | タイトル                          | 備考 |
| 日本コロムビア                             | 日本コロムビア | 日本コロムビア | 日本コロムビア | 日本コロムビア                    | 日本コロムビア |
| ------------------------------------------ | -------------- | -------------- | -------------- | --------------------------------- | --- |
| 1980年4月1日                               | EP             | LK-131         | A              | 北京で朝食を                      | |
| 1980年4月1日                               | EP             | LK-131         | B              | Mr.ロンリー                       | |
| 1980年8月1日                               | EP             | AK-691         | A              | アジャンタ                        | |
| 1980年8月1日                               | EP             | AK-691         | B              | G線上のリンダ                     | |
| 1980年11月                                 | EP             | AK-733         | A              | 探偵 -スルース-                   | |
| 1980年11月                                 | EP             | AK-733         | B              | シネラマ・シティ                  | |
| 1981年9月                                  | EP             | AH-100         | A              | コスモポリタン                    | ロート製薬「新・Vロート」CM曲 |
| 1981年9月                                  | EP             | AH-100         | B              | CABARET                           | |
| 1982年7月                                  | EP             | AH-228         | A              | 君にダブル・パーキング            | |
| 1982年7月                                  | EP             | AH-228         | B              | Too Long Spring                   | |
| 東芝EMI・EASTWORLD                         |                |                |                |                                   | |
| 1984年5月19日                              | EP             | WTP-17615      | A              | マイ・クラシック -In Your Action- | '84 大丸 イメージソング。シングル・エディット。                                                                                      |
| 1984年5月19日                              | EP             | WTP-17615      | B              | さよならなんて言えやしない        | |
| 1985年1月19日                              | EP             | WTP-17680      | A              | カルメン                          | キッコーマン・マンズワインモンフレールCM曲。シングル・バージョン（アルバム・バージョンとはミックス、ボーカル、歌詞の一部が異なる）。 |
| 1985年1月19日                              | EP             | WTP-17680      | B              | 名画座                            | |
| 1985年7月3日                               | EP             | WTP-17746      | A              | 12番街のキャロル                  | 大阪ガスCMソング。 |
| 1985年7月3日                               | EP             | WTP-17746      | B              | 8月のメモワール                   | シングル・バージョン。 |
| 1986年2月21日                              | EP             | WTP-17817      | A              | 否 -NON-                          | |
| 1986年2月21日                              | EP             | WTP-17817      | B              | You Are Not Alone                 | |
| 1986年6月25日                              | EP             | WTP-17868      | A              | 夏の嵐                            | 映画「波光きらめく果て」主題歌。シングル・バージョン。                                                                               |
| 1986年6月25日                              | EP             | WTP-17868      | B              | ください                          | |
| 1987年6月22日                              | EP             | WTP-17970      | A              | 黒い瞳 －アモーレ・ミオ－         | 関西テレビ、フジテレビ系 恐怖サスペンスシリーズ テーマソング。                                                                       |
| 1987年6月22日                              | EP             | WTP-17970      | B              | 戦場に降る雨                      | |
| 1988年3月5日                               | EP             | RT07-2062      | A              | 一人よりも二人                    | JRキャンペーンソング。 |
| 1988年3月5日                               | EP             | RT07-2062      | B              | 二つの太陽                        | |
| 1988年11月6日                              | EP             | RT07-2224      | A              | 失楽園                            | |
| 1988年11月6日                              | EP             | RT07-2224      | B              | デラシネ                          | |
| 1990年8月22日                              | 8cmCD          | TODT-2555      | 1              | エスメラルダ                      | CX系ドラマ「阿刀田高サスペンスシリーズ」主題歌.                                                                                      |
| 1990年8月22日                              | 8cmCD          | TODT-2555      | 2              | アマゾンの月                      | |
| 1993年12月8日                              | 8cmCD          | TODT-3157      | 1              | 帰るとこあるの？                  | 中部日本放送・TBS系ドラマ30「愛のたくらみ」主題歌。シングル・バージョン。                                                            |
| 1993年12月8日                              | 8cmCD          | TODT-3157      | 2              | ジブラルタル                      | |
| TWO brain TWO heart名義:ドリーミュージック |                |                |                |                                   | |
| 2002年04月4日                              | 12cmCD         | MUCD-5009      | 1              | みんな元気かい                    | 毎日放送・TBS系「世界ウルルン滞在記」EDソング。                                                                                      |
| 2002年04月4日                              | 12cmCD         | MUCD-5009      | 2              | NA=ZE                             | |
| 2002年04月4日                              | 12cmCD         | MUCD-5009      | 3              | みんな元気かい（カラオケ）        | |

### アルバム
日本コロムビア
- I've been walking（1980年5月、AX-7248）
  - アジャンタ／SPY／Mr.ロンリー／メ・ソ・ポ・タ・ミ・ア／G線上のリンダ／メトロポリス／Any Day／北京で朝食を／8ビート・ドリーム
- Urban "AU-RI"（1980年11月、AF-7006）
  - シネラマ・シティ／バッド・ソサエティ／CABARET／AFTER 5 WOMAN／さよならと言ってくれ／ウッディー、俺も男だ／ハードボイルド・ナイト／涙だけアゲイン／探偵 -スルース-／Morn'
- 憧れは夢の中に（1981年10月、AF-7078）
  - Oh My Love／苦い朝／愛しのDreamin' Girl／コスモポリタン／Mr. Blues／裸足のゼルダ／Be My Woman／サンデーアフタヌーン／Be Trad／憧れは夢の中へ
- P.S. I Love You（1982年8月21日、AF-7129）
  - ローゼのワイン／君にダブル・パーキング／好きさ好きさ／スチューデント・ライン／片手にマティーニ　片手にブロークン・ハート／Too Long Spring／八月のメモワール（アルバムバージョン）／いじけいじけて／愛のファウンテン／From東京

東芝EMI・EASTWORLD
- 男と女（1984年6月21日、WTP-90285）
  - マイ・クラシック -In Your Action-（アルバムバージョン）／映画時代／短くも狂おしく燃え／愛してくれるかい／アフロディーテの夏／アンダルシアの娘／悲しい森の子供たち／ウォーターホール／壁になったジャンゴ／白夜のエトランゼ／痛いよ／どじ
- 土曜の夜と日曜の朝（1985年3月30日、WTP-9032）
  - 12番街のキャロル／桃色吐息／オルフェ／カルメン（アルバムバージョン）／僕達の孤独 -マチルド-／ファンダンゴ～軽蔑／星はもうヴェールをまとい／クレタの迷路／霧のスカンジナビア
- ピアノとヴァイオリンのための巴里物語（インストルメンタル・アルバム）(1985年9月28日、WTP-90356）
  - 短くも狂おしく燃え／巴里物語（未発表曲）／名画座／Mr. Blues／北京で朝食を／マイ・クラシック -In Your Action-／カルメン／8月のメモワール／12番街のキャロル／桃色吐息
- 日々の泡（1986年3月1日、WTP-90390）
  - ください／日々の泡／否 -NON-／希望商人／ひとひらの雪／少女／慕情／不思議な呪文／薄情／旅芸人の恋歌
- 映画「波光きらめく果て」サウンドトラック（1986年7月23日、WTP-90417）-「夏の嵐（アルバムバージョン）」収録
- 水の中の太陽（1987年7月6日、WTP-90473）
  - 虹色浪漫／黒い瞳 -アモーレ・ミオ-／太陽のシチリア／戦場に降る雨／再会 -グランド・ジェットの日曜日-／デラシネ／二つの太陽／カーサル陸橋の手紙／夏のにおい
- 甘い生活（1988年11月6日、CT32-5322）
  - ベルリンソナタ／禁断のオペラ／月にいる人／ペルソナ／カリョービンガ／星影のプロフィール／たまらないよ／スウィート　フルネーム／失楽園／ポルノグラフ／深い森へ／アリス幻想
- 十六夜曲'80-'90（1990年12月12日、TOCT-5924）
  - 北京で朝食を（新録音）／キャバレー（新録音）／八月のメモワール（アルバムバージョン）／マイ・クラシック -In Your Action-（シングルバージョン）／映画時代／12番街のキャロル／桃色吐息／カルメン（アルバムバージョン）／僕達の孤独 -マチルド-／ください／ひとひらの雪／デラシネ／虹色浪漫／黒い瞳 -アモーレ・ミオ-／カリョービンガ／エスメラルダ

ファンタンゴレコーズ（販売：徳間ジャパンコミュニケーションズ）
- 8 beat dream（1994年制作、1998年8月26日発売、TKCF-40016）[2]
  - 8 Beat Dream（新録音）／君が居て、君を見て／ダイヤモンドの孔雀／NO-NO MAN／フェリーニとバスタブ／THANK YOU VERY MUCH／あれから…／LUCY いつも君を探してる／何処か／忘れないさ／帰るとこあるの?（アルバムバージョン）／どんなに遠くはなれても

コスモスレコーズ（販売：日本コロムビア）
- アンプラグド・ライブ（2000年11月18日、CMCA-2005）
  - デラシネ／ベルリンソナタ／虹色浪漫／黒い瞳／禁断のオペラ／再会 -グランド・ジェットの日曜日-／たまらないよ／カリョービンガ／星影のプロフィール／深い森へ／カーサル陸橋の手紙／桃色吐息／デラシネ

ジェルソミーナ・レコーズ（「En2」まで販売&配信：SPACE SHOWER MUSIC）
- En（2010年）
  - イエスタデイ／Je t'aime 受話器から／我儘娘は眠りの中／ペパーミント・キッズ／ピンナップにシャウト／私の夢／僕の願い／太陽の誘惑／ありがとう／桃色吐息（新録音）／姫魔性／気持ちいっぱいあるでしょ／桜心中／ママに捧げる挽歌／チャイニーズガール／瑠璃色の恋人達／二十三夜／夢の世代
- 石の枕（2012年）
  - stop 、、、／グズ・グズ／女達は、、、／はやく、はやく／遠回り／クロマニヨンの女／石の枕／Na=Ze ／みんな元気かい
- 青の時代（2013年）
  - カルメン／エスメラルダ／八月のメモワール／裸足のゼルダ／オルフェ／12番街のキャロル／失楽園／デラシネ／アジャンタ／僕達の孤独／桃色吐息
- Moonlight Sonata（2015年4月22日）
  - 八月のメモワール／短くも狂おしく燃え／映画時代／愛してくれるかい／日々の泡／アンダルシアの娘／白夜のエトランゼ／痛いよ／スチューデントライン／グランドジャットの日曜日〜再会／カーサル陸橋からの手紙／オルフェ／悲しい森の子供達／星はもうヴェールをまとい／一人よりも二人／デラシネ
- 8 beat dream (world version)（2015年4月29日）
  - Green Bird／Marmalade／Gelsomina／No-No Man／Thank You Very Much／Sentimental Rain／Hydranger／kanna／Winter Road／Yeah!Yeah!Yeah!／Christmas Rose
- 空をみながらひとりごと（2016年8月10日）
  - アマゾンの月／戦場に降る雨／キャバレー／オルフェ／アンダルシアの娘／愛してくれるかい／星はもうヴェールをまとい／フェリーニとバスタブ／あれから／夏のにおい／禁断のオペラ
- 巴里物語（2016年8月17日）
  - 巴里物語（Instrumental）
- Mosha（2016年8月24日）
  - Just For Today／This Is Love／Poor Little Girl／Junk（Instrumental）／Julia／I'd Do It For Your Love
- 男と女（Demo Tracks）（2016年8月31日）
  - マイ・クラシック Intro／マイ・クラシック／映画時代／短くも狂おしく燃え／愛してくれるかい／アフロディーテの夏／アンダルシアの娘 Intro／アンダルシアの娘／悲しい森の子供達／ウォーターホール／壁になったジャンゴ／白夜のエトランゼ／痛い／ どじ／さよならなんて言えやしない／アンダルシアの娘 (1st Version)
- バッハの庭の片隅で（2017年1月11日）
  1. Cello Suite #1 in G Major, BWV 1007: 1. Prelude (Mandolin Version)
  2. Violin Partita #1 in B Minor, BWV 1002: 6. Double (Mandolin Version)
  3. English Suite No. 3 in G Minor, BWV 80 8: 5. Gavotte I
  4. Minuet in G Major BWV Anh. 116
  5. Musette in D Major, BWV Anh. 126
  6. Invention No. 1 in C Major, BWV 772
  7. March in D Major, BWV Anh. 122 (From Notebook for Anna Magdalena Bach
  8. Minuet in G Minor BWV Anh. 115
  9. Menuet in D Minor, BWV Anh. 132
  10. Violin Partita #1 in B Minor, BWV 1002: 6. Double (Guitar Version)
  11. Prelude from Cello Suite BWV 1008: 1. Prelude
  12. Cello Suite #1 in G Major, BWV 1007: 1. Prelude (Mandocello Version)
- バッハの庭に忘れ物（2017年3月1日）
  1. 9 Little Preludes: 6. Prelude in G Minor, BWV 929
  2. Partita No. 6 in E Minor, BWV 830: 6. T empo di Gavotta
  3. Violin Partita No. 1 In B Minor, BWV 10 02: 5. Sarabande
- バッハの庭の片隅で（Deluxe Edition）（2017年4月5日）
  1. Cello Suite #1 in G Major, BWV 1007: 1. Prelude (Mandolin Version)
  2. Violin Partita #1 in B Minor, BWV 1002: 6. Double (Mandolin Version)
  3. English Suite No. 3 in G Minor, BWV 80 8: 5. Gavotte I
  4. Partita No. 6 in E Minor, BWV 830: 6. Tempo di Gavotta
  5. Violin Partita No. 1 in B Minor, BWV 10 02: 5. Sarabande
  6. Minuet in G Major BWV Anh. 116
  7. Musette in D Major, BWV Anh. 126
  8. March in D Major, BWV Anh. 122 (From Notebook for Anna Magdalena Bach)
  9. Invention No. 1 in C Major, BWV 772
  10. Minuet in G Minor BWV Anh. 115
  11. 9 Little Preludes: 6. Prelude in G Minor, BWV 929
  12. Menuet in D Minor, BWV Anh. 132
  13. Violin Partita #1 in B Minor, BWV 1002: 6. Double (Guitar Version)
  14. Prelude from Cello Suite BWV 1008: 1. Prelude
  15. Cello Suite #1 in G Major, BWV 1007: 1. Prelude (Mandocello Version)
- En2（2018年12月12日）
  - 女神 (Demo Track)／アルマージ (Demo Track)／七色の罪 (Demo Track)／最後の手紙 (Demo Track)／アモーレ (Demo Track)／映画のように抱きしめて (Demo Track)／わがまま (Demo Track)／昨日より抱きしめて (Demo Track)／名画座 (Demo Track)／Woman (Demo Track)／Lady, Lady, Lady (Demo Track)／CORDOBA (Demo Track)／Oriental Lady／道化師の綱渡り／夏の仕業でした。 (Demo Track)／裸足のバレリーナ (Demo Track)
- Morn'／名画座（2020年5月9日）
  - Morn'／名画座
- Mona Lisa（2020年5月25日）
  - 哀しみの天使／イヴリーの夕暮れ／つぶやきの壁 Part I／Why oh why?／Seven Days／引き潮／Russian Love／イタリアオペラの月夜の儀式／Jupiter & Mars／モナ・ムール／つぶやきの壁 Part II／Shakin' All Night／When I Was Young／Christmas Time
- パレード（2020年8月3日）
  - モノクロ・ダンサー／サロメのワルツ／雨の日は三人で
- パレード 2（2020年10月29日）
  1. 北京で朝食を(1979 Demo Track + 2020 Over Dubbing)
  2. シネラマ・シティ(1980 Demo Track + 2020 Over Dubbing)
- Encore（2020年12月22日）全てライブバージョン
  - Roll Over Beethoven／Rock And Roll Music／P.S. I Love You／Imagine／Happy Xmas (War Is Over)
- アンプラグド・ライブ [2011 Remaster]（2021年2月4日）初CD化
  - デラシネ [Opening Version]／ベルリンソナタ／虹色浪漫／黒い瞳／禁断のオペラ／再会〜グランド・ジャットの日曜日／たまらないよ／カリョービンガ／星影のプロフィール／深い森へ／カーサル陸橋の手紙／桃色吐息／デラシネ [Ending Version]
- 8 beat dream (Japanese Version・全て2021 Remaster)（2021年11月15日）
  - 8 ビート・ドリーム／君が居て、君を見て／ダイヤモンドの孔雀／No-No Man／フェリーニとバスタブ／Thank You Very Much／あれから・・・／Lucy いつも君を探してる／何処か／忘れないさ／帰るとこあるの?／どんなに遠くはなれても ／----  Bonus Track ----帰るとこあるの? (Single Version)／忘れないさ(Unreleased Single Version)
- Woman (2021 Remaster)（2021年11月15日）
  - Woman(2021 Remaster)／Blackbird／巴里物語 [Instrumental] (2021 Remaster)／ジブラルタル[Instrumental] (2021 Remaster)

### MV
- 青の時代～SATO TAKASHI CONCERT ’80～’90(東芝EMI・EASTWORLD、1991年4月19日、VHS版：TOVF-1116　LD版：TOLF-1116)
  - 1990年12月26日に東京・池袋サンシャイン劇場で行われた「十六夜曲'80-'90発売記念ライブ」を収録したもの。
  - 廃盤になりEMI管理のマスターテープが破棄されていたが、LD盤から4Kサンプリングを行いリマスタリング音声を組み合わせてBlu-ray盤を発表した。

## 作曲提供
- 石川ひとみ「アモーレ」
- 吉川晃司「パラシュートが落ちた夏」「ペパーミントKIDS」「ピンナップにシャウト!!」
- 桑島法子「あかい実たべた」「Perfect Blue Sky」
- 研ナオコ「名画座」
- 堺正章「二十三夜」「Je t'aime 受話器から」「サルビア心中」「故郷という名のエデン」
- sarah「ありがとう」
- 沢田研二「女神」
- ジュディ・オング「ひとひらの雪」「エスメラルダ」
- 髙橋真梨子「桃色吐息」
- 谷村新司「12番街のキャロル」「夢の世代」
  - 「12番街のキャロル」は佐藤も自ら歌ってシングル化し、競作という形に。
  - 大阪ガスのCMで使用されたのは佐藤版である。
- 中森明菜「AL-MAUJ」
  - 佐藤自身はアルバム『水の中の太陽』に「デラシネ」とタイトルを変えて収録。
- 早瀬優香子「我儘娘は眠りの中」
- 原田知世「姫魔性」
- ビートたけし「いじけいじけて」
- 森進一「イエスタデイ」
- 根津甚八「ください」
- 麗美「fa・ri・ra」
- 原田貴和子「彼のオートバイ、彼女の島」
- 中井貴一「噂のルーズ・ガール」
- 吉野千代乃「裸足のバレリーナ」
- 加藤登紀子「七色の罪」
- 岩崎宏美「風の童話集」
  - 2020年、佐藤が発表したミニアルバム「パレード」内の曲「モノクロ・ダンサー」は、この歌の歌詞を変更してセルフカバーしたもの。